# Antisthenés
Antisthenés, řecky Ἀντισθένης, někdy nazývaný též Antisthenés z Athén (asi 445 př. n. l. – asi 365 př. n. l.) byl starořecký filozof a rétor, zakladatel školy kyniků (dle Diogena Laertia), žák sofisty Gorgia z Leontín a filozofa Sókrata. Rozvíjel etickou složku Sokratova učení, s důrazem na asketismus a sebeovládání (autarkii), přičemž rozlišoval vnější statky (smyslová slast) a vnitřní statky (pravda, poznání duše), u nichž odmítal rovnováhu, naopak vnitřní statky v jeho představě mohou růst jen když ubývá statků vnějších. Vyučoval na gymnáziu Kynosarges v Athénách. Jeho spisy se nedochovaly, pouze dva zlomky deklamací. Odmítal platónské učení o idejích, zachoval se jeho výrok „Koně vidím, ale koňovitost nevidím!“. Věřil, že zdrojem práva je příroda, nikoli dohoda lidí či instituce. Byl učitelem Díogena ze Sinópé.